# Phaonia bidentata
Phaonia bidentata este o specie de muște din genul Phaonia, familia Muscidae, descrisă de Ringdahl în anul 1933. Conform Catalogue of Life specia Phaonia bidentata nu are subspecii cunoscute.